# Pseudolachnostoma cynanchiflorum
Pseudolachnostoma cynanchiflorum är en oleanderväxtart som först beskrevs av Robert Everard Woodson, och fick sitt nu gällande namn av Morillo. Pseudolachnostoma cynanchiflorum ingår i släktet Pseudolachnostoma och familjen oleanderväxter. Inga underarter finns listade i Catalogue of Life.